# Wim Groskamp
Willem (Wim) Remelius Groskamp (Amsterdam, 8 oktober 1886 - Den Haag, 25 juli 1974) was een Nederlands voetballer en ondernemer, bestuurder en diplomaat in Nederlands-Indië.
Hij speelde als aanvaller voor de Haagse Voetbal- en Cricketvereniging Quick waar hij tot erelid benoemd werd. Hij speelde in 1908 zijn enige wedstrijd voor het Nederlands voetbalelftal in en tegen Zweden. Hij trouwde op 12 maart 1915 met Ella Louise Jenny (1891-1989) in Makassar (Celebes). Daar dreef hij de firma W. R. Groskamp & Co en hij was voorzitter van de Kamer van Koophandel. Groskamp werd in 1935 gedecoreerd als Ridder in de Orde van Oranje Nassau. Hij fungeerde ook als consul voor Denemarken en waarnemend vice-consul voor Zweden op het eiland Celebes.